# Клун, Патрик Джозеф
Патрик Джозеф Клун (англ.  Patrick Joseph Clune CSSR, 6 января 1864 года, Руан, графство Клэр, Ирландия — 24 мая 1935 года, Перт, Австралия) — католический прелат, епископ Перта с 21 декабря 1910 года по 28 августа 1913 год, первый архиепископ Перта с 28 августа 1913 года по 24 мая 1935 год, член монашеской конгрегации редемптористов.

## Биография
В 1879 году Патрик Джозеф Клун поступил в семинарию Всех Святых в Дублине. 24 июня 1886 года был рукоположён в священника, после чего работал в Колледже святого Патрика в Гоулберне, Новый Южный Уэльс. 13 сентября 1894 года Патрик Джозеф Клун вступил в монашескую конгрегацию редемптористов
21 декабря 1910 года Римский папа Пий X назначил Патрик Джозеф Клун епископом Перта. 17 марта 1911 года состоялось рукоположение Патрика Джозефа Клуна в епископа, которое совершил архиепископ Сиднея кардинал Патрик Фрэнсис Моран в сослужении с архиепископом Веллингтона Фрэнсисом Мэри Редвудом и архиепископом Хобарта Патриком Делани.
28 августа 1913 года Римский папа Пий X возвёл епархию Перта в ранг архиепархии и Патрик Джозеф Клун стал её первым архиепископом.
Во время ирландской войны за независимость выступал посредником между ирландскими повстанцами и Дэвидом Ллойдом Джорджем.
Скончался 24 мая 1935 года в городе Перт, Австралия. Был похоронен на кладбище Карракатта.